# Сан-Марино на Олімпійських іграх
Сан-Марино брало участь у 12-ти літніх та в 7-ми зимових Олімпійських іграх. Дебютували на літніх Олімпійських іграх в Римі 1960 року і з того часу пропустили тільки Ігри 1964 року в Токіо та дві зимові олімпіади 1980 року та 1998 року. 